# 蓋加角

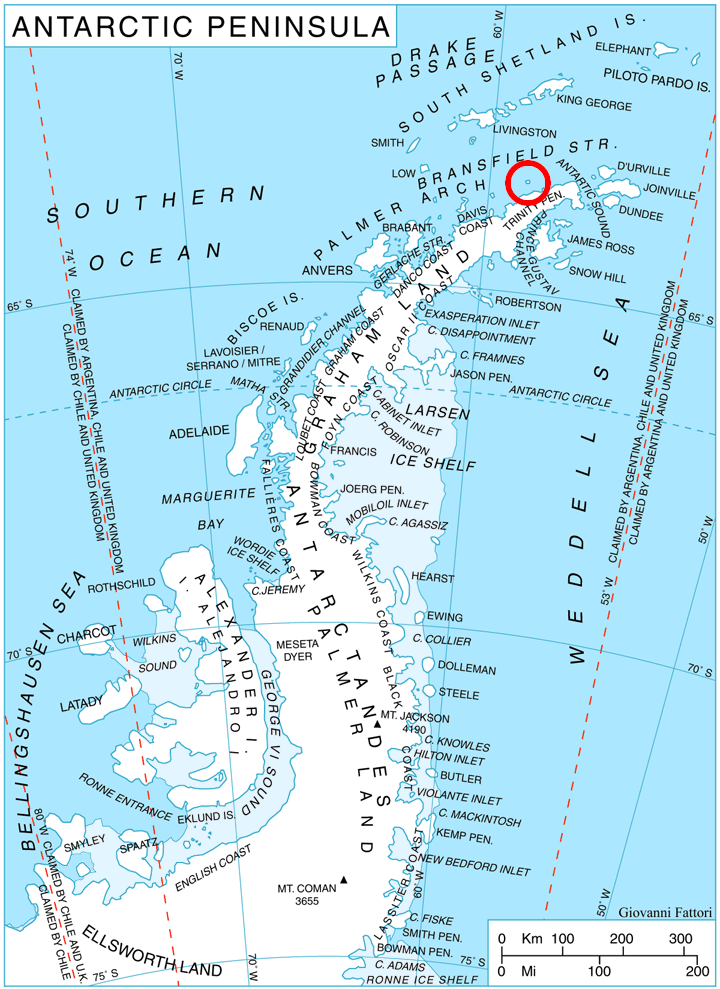

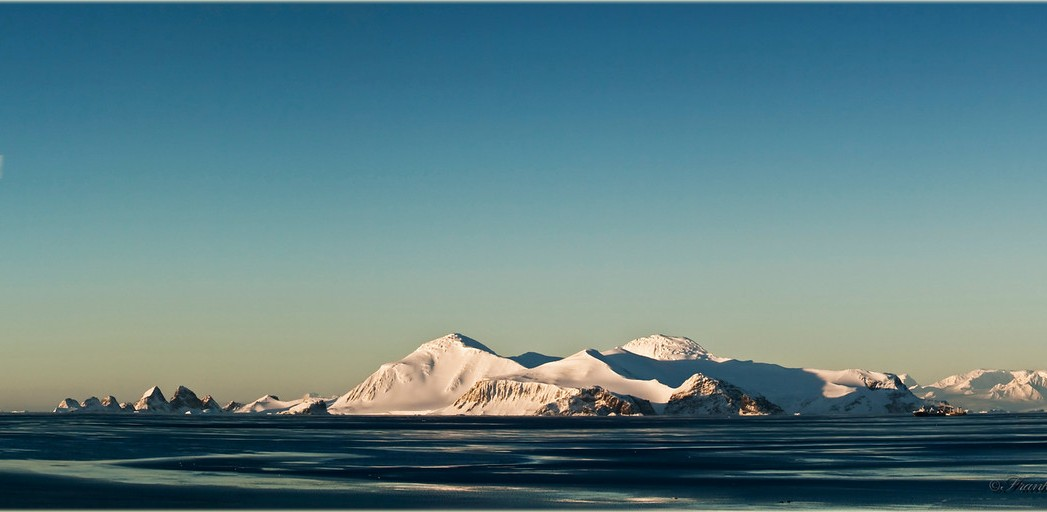

蓋加角（英語：Gega Point）是南極洲的海岬，位於星盤島西岸，處於謝雷爾角西北面1.15公里和拉杜伊爾角東南面3.35公里的布蘭斯菲爾德海峽，以保加利亞西南部鄉鎮命名，現時由南極條約體系管理。